# Woodham Ferrers
Woodham Ferrers is een dorp in het bestuurlijke gebied Chelmsford in het Engelse graafschap Essex. Het maakt deel uit van de civil parish Woodham Ferrers and Bicknacre. Het dorp heeft een kerk, waarvan de oudste delen uit de dertiende eeuw stammen.